# Homme écrivant une lettre
Homme écrivant une lettre est un tableau réalisé en 1664-1666 par le peintre néerlandais Gabriel Metsu. Conservée à la Galerie nationale d'Irlande, à Dublin, cette huile sur panneau de bois est une scène de genre représentant un jeune homme écrivant une lettre d'amour à une fenêtre. Elle constitue le pendant de Femme lisant une lettre, qui montre la lecture de la missive par une jeune femme.